# 로버트 쿼리

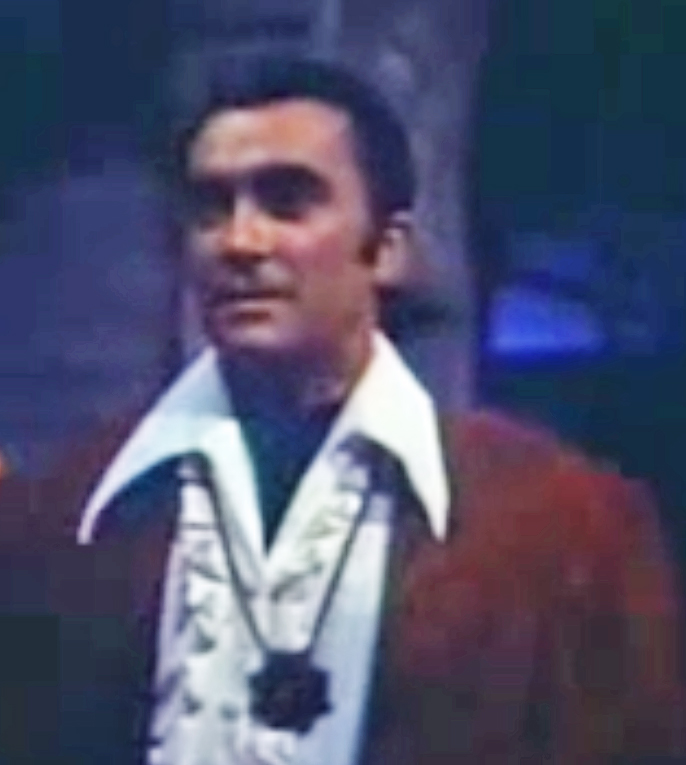

로버트 쿼리(Robert Walter Quarry, 1925년 11월 3일 ~ 2009년 2월 20일)는 미국의 배우, 텔레비전 배우이다.
샌타로자에서 태어났다.

## 영화
- 퍼지티브 마인드 (1999년)
- 프로피트 (1999년)
- 정글 보이 (1998년)
- 킹스턴 (1997년)
- 사이버존 (1995년)
- 여자의 깊은 곳에 2 (1994년)
- 틴에이지 엑소시스트 (1991년)
- 악령 (1990년)
- 혼팅 피어 (1990년)
- 스피리츠 (1990년)
- 몹 보스 (1990년)
- 에이리어네이터 (1989년)
- 팬텀 엠파이어 (1989년)
- 워로드 (1988년)
- 헐리웃 강시 (1988년)
- 코만도 스쿼드 (1987년)
- 사이클론 (1987년)
- 흡혈귀 요르가 백작 2 (1971년)
- 흡혈귀 요르가 백작 (1970년)
- 페리 메이슨 (1957년)
- 죽음전의 키스 (1956년)
- 대나무집 (1955년)